# Milo Manara

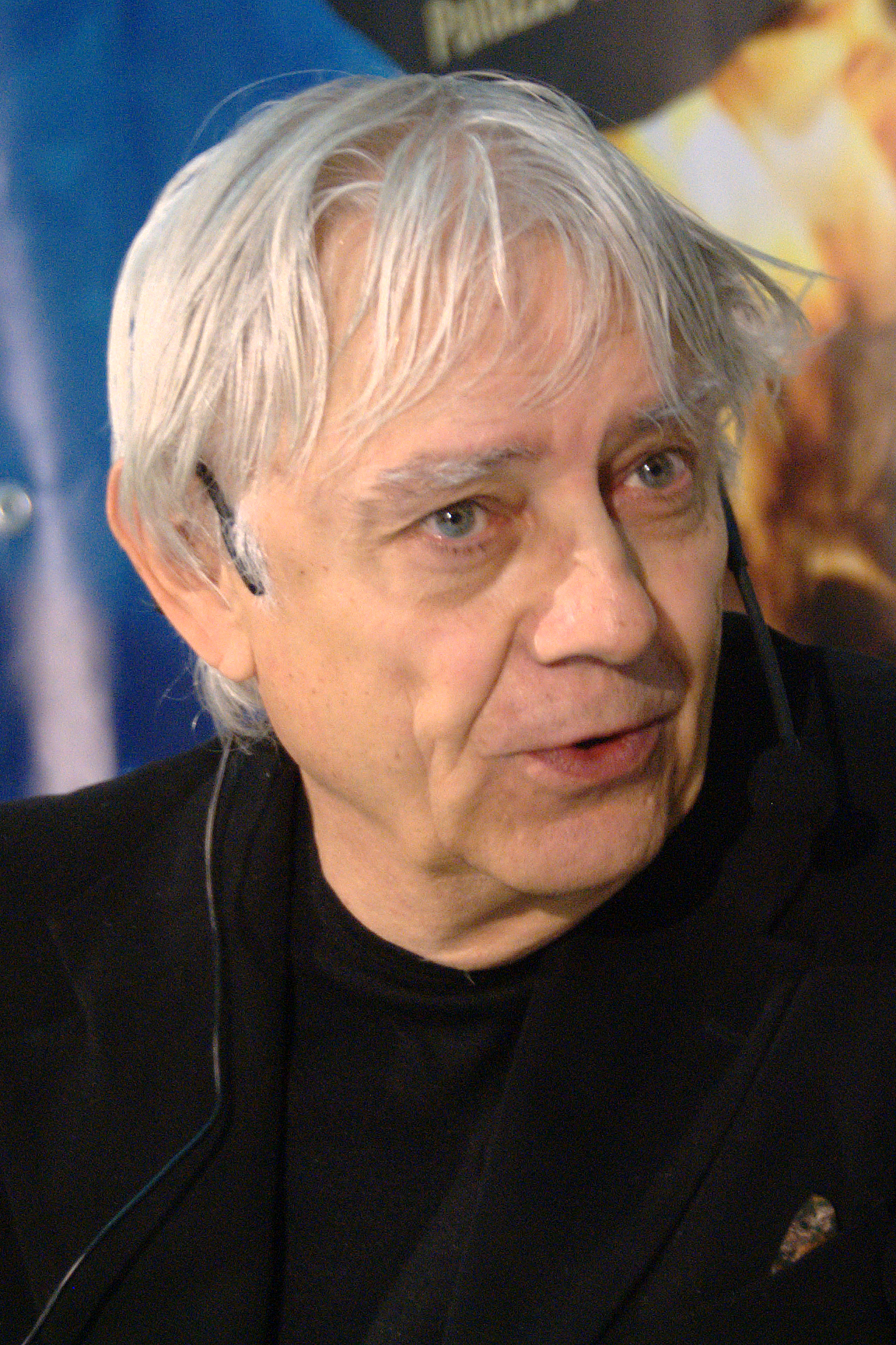
Milo Manara - Lucca Comics & Games 2009

Milo Manara, pseudoniem voor Maurilio Manara (Lüsen (Italië), 12 september 1945) is een Italiaans kunstenaar, auteur en striptekenaar. Hij is met name bekend als tekenaar van erotische stripverhalen. Voor zijn werk heeft hij verschillende prijzen gewonnen, zoals een Yellow Kid Award, Harvey Award en Eisner Award.
Manara werd geboren als vierde uit een gezin van zes kinderen in Lüsen in Zuid-Tirol vlak bij de Oostenrijkse grens. Vanaf 1968 begon hij stripverhalen te tekenen, onder meer om zijn studie architectuur in Venetië te betalen. Een tijdlang was hij assistent bij een beeldhouwer, maar hij gaf dit op om zich op zijn carrière toe te leggen.
Als tekenaar staat hij bekend, naast zijn eigen stijl, de pen van veel grote kunstenaars te kunnen imiteren. In die zin maakte hij in opdracht van La Perla een portfolio De kunstenaar en zijn model. Na enkele historische strips te hebben gepubliceerd, onder meer voor Larousse, heeft hij wereldwijd voornamelijk naam gemaakt als erotisch striptekenaar. Enkele van zijn verhalen zijn verfilmd en verwerkt in televisieseries.